# Joachim Dyck
Joachim Dyck (* 24. März 1935 in Hannover; † 25. Dezember 2021) war ein deutscher Germanist und Literaturwissenschaftler.

## Leben
Dyk studierte Germanistik und Romanistik an den Universitäten Göttingen, Toulouse, Münster, Kiel und Freiburg im Breisgau. Nach der Promotion (1965) und der Habilitation (1969) wurde er 1969 Associate Professor an der University of Washington. Von 1970 bis 1980 lehrte er als Professor für Neuere Deutsche Literatur an der Universität Freiburg i. Br. 1975 war er Max Kade Visiting Distinguished Professor of German an der University of Michigan, Ann Arbor.
Von 1982 bis zu seiner Emeritierung im Jahr 2000 hatte er den Lehrstuhl für Literaturtheorie an der Universität Oldenburg inne. Gastprofessuren führten ihn während dieser Zeit 1984 an die Ohio State University sowie 1994 und 1997 an die Western Michigan University.
Seine Forschungsschwerpunkte waren Rhetorik und ihre Geschichte, Deutsche Literatur des 17. und 18. Jahrhunderts, dazu Gottfried Benn, über den er mehrere Bücher veröffentlichte. Zudem war er von 1998 bis 2010 Erster Vorsitzender der Gottfried-Benn-Gesellschaft und ab 2003 Herausgeber des Benn-Jahrbuchs. Außerdem war er gemeinsam mit Walter Jens und Gert Ueding Herausgeber der Zeitschrift Rhetorik. Ein internationales Jahrbuch.

## Schriften (Auswahl)
- Ideologische Korrektur der Wirklichkeit. Brechts Filmästhetik am Beispiel seiner Erzählung ‚Die Bestie‘. In: Joachim Dyck, Rüdiger Steinlein, Hans Peter Herrmann et al.: Brechtdiskussion. Scriptor-Verlag, Kronberg 1974, ISBN 3-589-20015-4, S. 207–261.
- als Hrsg.: Rhetorik in der Schule. Scriptor-Verlag, Kronberg 1975, ISBN 3-589-20007-3.

- Gottfried Benn. Einführung in Leben und Werk. Berlin 2009, ISBN 978-3-11-019639-9.
- Benn in Berlin. Berlin 2010, ISBN 978-3-88747-250-4.
- Benn und Bremen. Bremen 2013, ISBN 978-3-7961-1016-0.
- Gottfried Benn, „Hätte ich emigrieren sollen?“ Studien zu Leben und Werk. Würzburg 2015, ISBN 3-8260-5672-8.